# Reino de Liã
O Reino de Liã (em árabe: لحيان; romaniz.: Lihyan) ou Reino dos Lequienos (em grego clássico: Lechienoi),também chamado Dedã ou Dadã (em hebraico: דְּדָן; romaniz.: Dəḏān), foi um antigo e poderoso reino árabe altamente organizado que desempenhou um papel cultural e econômico vital na região noroeste da Península Arábica, cujo sistema de escrita era o dadanítico. Os lianitas governaram sobre um grande domínio de Medina no sul e partes do Levante no norte. Na antiguidade, o golfo de Ácaba costumava ser chamado de golfo de Liã. Um testemunho da grande influência que Liã adquiriu. O termo "dedanita" geralmente descreve a fase anterior da história deste reino, já que a capital se chamava Dedã, que agora é chamado de oásis Alula localizado no noroeste da Arábia Saudita, cerca de quilômetros a sudoeste de Teima, enquanto o termo "lianita" descreve a fase posterior. Dadã, em sua fase inicial, era "um dos centros de caravanas mais importantes do norte da Arábia". É mencionado na Bíblia hebraica. Os romanos conquistaram o Reino Nabateu em 106, o que encorajou os lianitas a estabelecer um reino independente para administrar seu país. Este era chefiado pelo rei Hanas, um membro da antiga família real, que governava Madaim Salé antes da invasão nabateia.